# Andropogon ivorensis
Andropogon ivorensis är en gräsart som beskrevs av Adjan. och Clayton. Andropogon ivorensis ingår i släktet Andropogon och familjen gräs.
Artens utbredningsområde är Elfenbenskusten. Inga underarter finns listade i Catalogue of Life.